# Japanbrillenvogel
Der Japanbrillenvogel (Zosterops japonicus) ist ein kleiner Singvogel aus der Familie der Brillenvögel, der in Ostasien beheimatet ist. Sein Verbreitungsgebiet erstreckt sich von Japan über den Süden der Koreanischen Halbinsel, Taiwan und Südchina bis nach Südostasien.

## Aussehen
Der Japanbrillenvogel ist ein kleiner Singvogel aus der Ordnung der Sperlingsvögel, der eine Länge von 10,0 bis 11,5 Zentimeter und ein Gewicht von 9,5 bis 13,0 Gramm erreichen kann. Das Rückengefieder ist olivgrün, das Brustgefieder gelblich oder blassgrün. Die Oberschwanzfedern und die Flugfedern sind braunschwarz und werden von einer grünlichen Färbung umsäumt. Die Unterseite ist grauweiß gefiedert, die Unterschwanzfedern weisen eine gelbliche Färbung auf. Der markante weiße Augenring war für die Art namensgebend (englisch Japanese White-Eye, jap. 目白, Mejiro). Jungvögel besitzen den charakteristischen Augenring jedoch noch nicht. Bei den Altvögeln wird der weiße Augenring direkt vor dem Auge von schwarzen Federn unterbrochen, welche sich in der unteren Hälfte des Auges als schwarze Umrandung des weißen Rings fortsetzt. Schnabel, Beine und Füße sind bei ausgewachsenen Exemplaren schwarz. Die Füße haben vier Zehen, von denen eine nach hinten weist.

## Verbreitung
Das ursprüngliche Verbreitungsgebiet des Japanbrillenvogels erstreckt sich über ganz Japan, den Süden der Koreanischen Halbinsel, die Ryūkyū-Inseln, Taiwan und das südliche und östliche China. Auch im Norden der Indochinesischen Halbinsel ist der Japanbrillenvogel verbreitet. In weiten Teilen seines Verbreitungsgebietes ist der Japanbrillenvogel ein Standvogel, im Norden der japanischen Hauptinsel Honshū, auf Hokkaidō, Sachalin und Ostchina jedoch ein Zugvogel, dessen Überwinterungsgebiete in Südostasien, Birma, Vietnam und Hainan liegen. Das Verbreitungsgebiet des Japanbrillenvogels überschneidet sich nur wenig mit dem des sehr ähnlichen Rostflanken-Brillenvogels.
Der Japanbrillenvogel wurde zwischen 1929 und 1937 auf Oʻahu als Schädlingsbekämpfer eingeführt und hat sich seitdem auf alle größeren Inseln Hawaiis ausgebreitet. Heute stellt der Japanbrillenvogel eine der häufigsten Vogelarten auf Hawaii dar.

## Unterarten

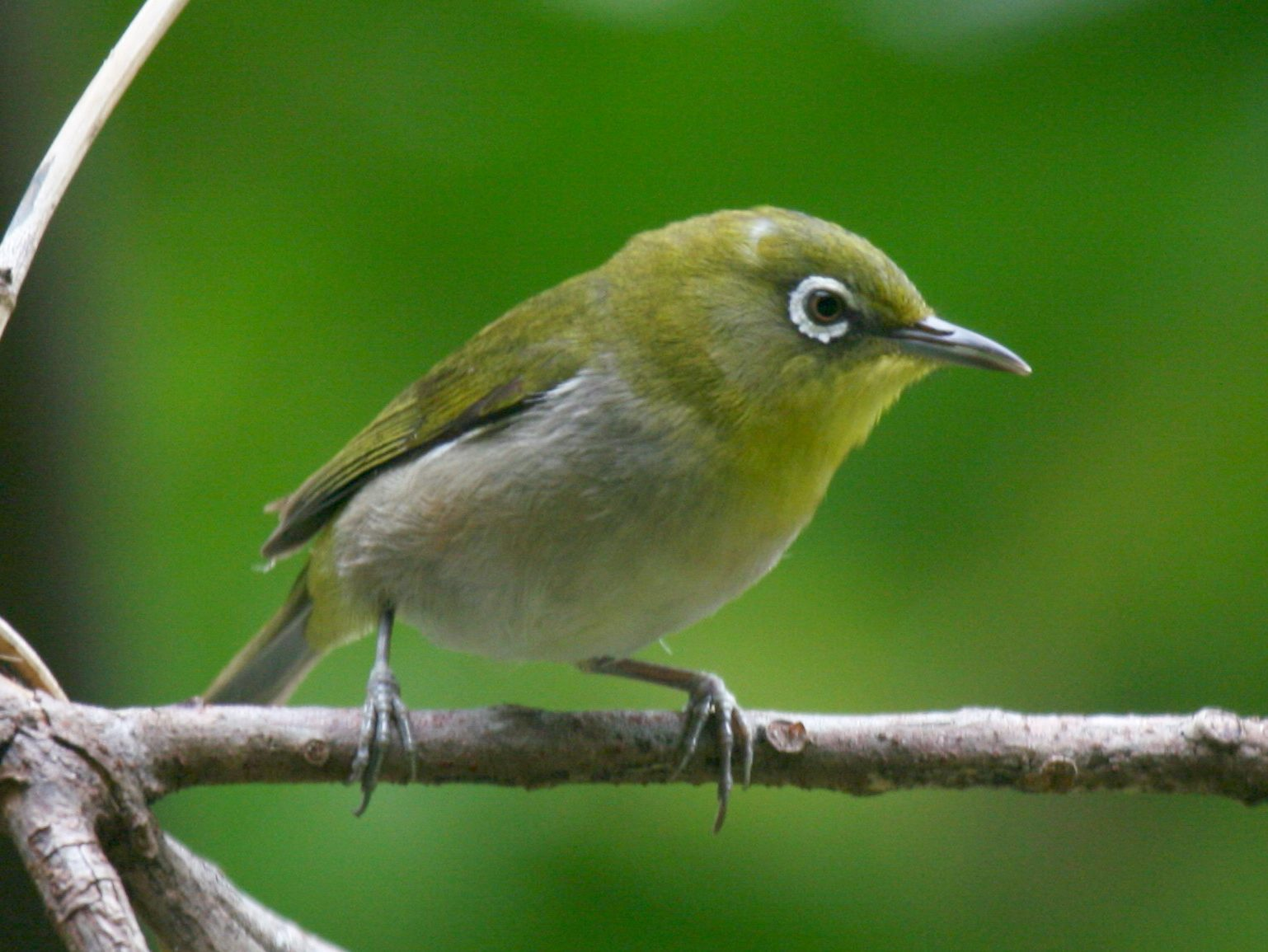
Japanbrillenvogel auf Hawaii

Es werden neun Unterarten beschrieben:
- Zosterops japonicus yesoensis, Kuroda Nagahisa, 1951, Südsachalin und Hokkaidō.
- Zosterops japonicus japonicus, Temminck & Schlegel, 1845, Südkorea und Japan außer Hokkaidō, Nominatform.
- Zosterops japonicus stejnegeri, Seebohm, 1891, Izu-Inseln.
- Zosterops japonicus alani, Hartert, 1905, Ogasawara-Inseln und Iwo Jima.
- Zosterops japonicus insularis, Ogawa, 1905, nördliche Ryūkyū-Inseln.
- Zosterops japonicus loochooensis, Tristram, 1889, Ryūkyū-Inseln außer Norden.
- Zosterops japonicus daitoensis, Kuroda, 1923, Daitō-Inseln.
- Zosterops japonicus simplex, Swinhoe, 1861, östliches China, Taiwan und Nordvietnam.
- Zosterops japonicus hainanus, Hartert, 1923, Insel Hainan.

## Lebensraum
Der Japanbrillenvogel bewohnt offene, sommergrüne und immergrüne Wälder mit Blüten und Beeren tragenden Bäumen und Sträuchern. Die Vögel finden sich jedoch auch in der Nähe von menschlichen Siedlungen, in Gärten, Parks und landwirtschaftlich genutzten Flächen. Auch Mangrovendickichte gehören zu den bevorzugten Habitaten der Japanbrillenvögel. Das besiedelte Gebiet erstreckt sich dabei von Meeresspiegelhöhe bis zur Baumgrenze. Der Japanbrillenvogel ist sowohl in relativ trockenen Gebieten mit 25 Zentimetern jährlichem Niederschlag als auch in Regenwäldern mit bis zu 760 Zentimetern jährlichem Niederschlag zu finden.

## Verhalten

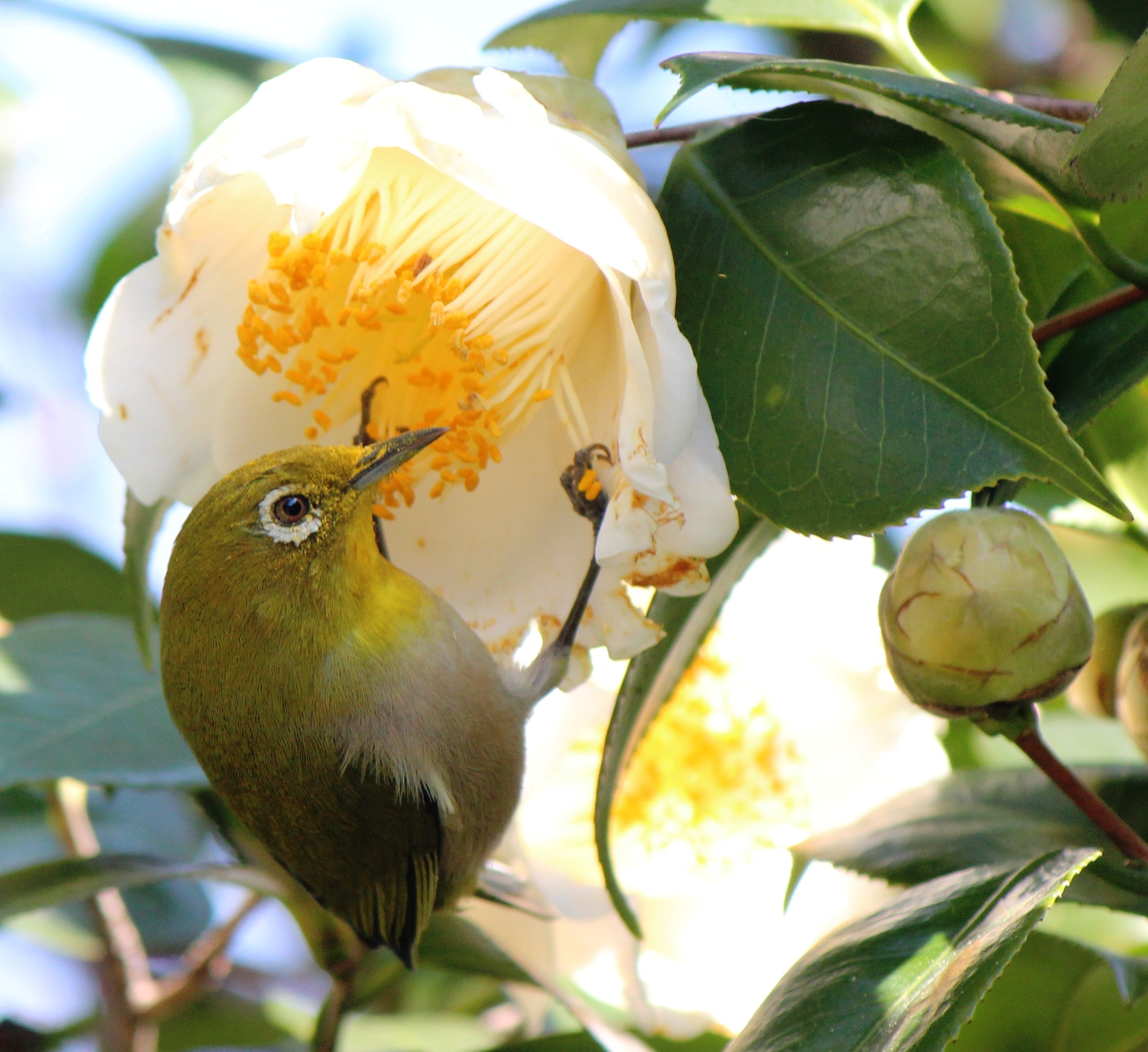
Japanbrillenvogel an der Blüte einer Kamelie.

Japanbrillenvögel ernähren sich von Insekten, Früchten z. B. Persimonen und Nektar. Sie suchen die Vegetation nach Futter ab, indem sie die Ober- und Unterseiten von Blättern und Blüten und die Rinde von Bäumen auf Larven und Insekten untersuchen. Die Vögel verschmähen dabei weder Käfer- noch Fliegenlarven noch Spinnen. Außerdem werden viele Arten von Blütenpflanzen zur Aufnahme von Nektar und Baumsaft genutzt. Insbesondere die Blüten von Kamelien sind als Nektarquelle beliebt.
Japanbrillenvögel sind häufig in Gruppen von fünf bis zwanzig Individuen anzutreffen. Bei der Nahrungssuche legen sie ein akrobatisches Verhalten an den Tag. So hängen sie oft kopfüber von Ästen herab, um an Nahrung zu kommen.
Während der Brutperiode von Februar bis Dezember sind Japanbrillenvögel sehr territorial. Monogame Pärchen wählen einen geeigneten Platz für das Nest, welches sich für gewöhnlich einen bis 30 Meter über dem Boden in einer Astgabel befindet. Beide Geschlechter beteiligen sich am Nestbau. Das Nest besteht aus verschiedenen Materialien wie Moos, Flechten, Haaren von Säugetieren, Blättern und Spinnennetzen. Letztere werden häufig dazu benutzt, das Nest in einer Astgabel zu befestigen. Das Nest ist becherförmig hängend und erinnert an einen geflochtenen Korb. Das Weibchen legt zwei bis fünf weiße und glatte Eier. Nach der Eiablage kümmern sich beide Eltern um das Gelege. Die Jungen schlüpfen nach zehn bis zwölf Tagen und sind nach weiteren zehn bis zwölf Tagen flügge. Die Schlüpflinge sind blind und besitzen keinen Eizahn. Gewöhnlich bleiben die Jungvögel für 15 bis 20 Tage bei ihren Eltern, bevor diese erneut mit dem Nestbau beginnen und die vorherige Brut aktiv aus ihrem Territorium verjagen. Die Jungvögel bilden Schwärme, bis sie in der darauffolgenden Brutsaison Pärchen bilden und eigenen Nachwuchs großziehen.

## Bestand und Gefährdung
Der Japanbrillenvogel wird aufgrund des großen Verbreitungsgebietes als nicht gefährdet (least concern) eingestuft. Genaue Bestandszahlen sind nicht bekannt, Schätzungen gehen jedoch allein für Taiwan von 100.000 bis eine Million Brutpaare und für Japan von 10.000 bis 100.000 Brutpaaren aus.
Die Spezies wurde Ende der Zwanziger Jahre nach Hawaii eingeführt und hat sich dort sehr erfolgreich verbreitet. Dort fördert die Art die weitere Verbreitung des ebenfalls eingeschleppten Gagelbaums, der wiederum die heimischen Eisenholzwälder bedroht. Darüber hinaus konkurriert der eingeschleppte Japanbrillenvogel mit den auf Hawaii heimischen Kleidervögeln. Ein direkter negativer Effekt auf die Bestände der heimischen Vogelwelt konnte aber nicht eindeutig festgestellt werden, obwohl ein Zusammenhang zwischen der Ausbreitung des Japanbrillenvogels und dem Rückgang der Bestände des auf Hawaii heimischen Iiwi vermutet wird.

## Japanbrillenvogel und Mensch
Japanbrillenvögel vertilgen eine große Anzahl schädlicher Insekten und tragen außerdem zur Bestäubung und Verbreitung von Bäumen und anderen Pflanzen bei. Die Tiere lassen sich leicht zähmen und ihre soziale Natur macht sie zu beliebten Ziervögeln. In der Vergangenheit wurden die Männchen wegen ihrer Stimme in Käfigen gehalten. Als in Japan weit verbreiteter Vogel stellte der Japanbrillenvogel ein beliebtes Motiv in der klassischen japanischen Kunst und Malerei dar.